# 利比里亚护照
利比里亚护照（英語：Liberian passport）是利比里亚政府签发给利比里亚公民用于在利比里亚境外旅行所使用的旅行证件。

## 身份信息
- 姓氏
- 名字
- 国籍 （利比里亚）
- 生日
- 性别
- 出生地
- 有效期
- 护照号码
- 身高
- 住址
- 国民身份号码

## 语言
该护照的数据页/信息页上的描述均以英语和法语两种语言书写。

## 免签或落地签国家和地区
利比里亚是西非国家经济共同体 (ECOWAS) 的成员，因此利比里亚公民可以免签证进入该组织其他14个成员国的领土：
- 贝宁
- 布基纳法索（自2022年1月28日起暂停）
- 佛得角
- 冈比亚
- 加纳
- 几内亚（自2021年9月8日起暂停）
- 几内亚比绍
- 科特迪瓦
- 马里（自2021年5月30日起暂停）
- 尼日尔
- 尼日利亚
- 塞内加尔
- 塞拉利昂
- 多哥

除上述所列之外，利比里亚护照的持有人还被允许免签证进入其他11个国家，并可以落地签证的方式进入34个国家。
根据2025年1月8日发布的亨利护照指数，利比里亚护照可免签证、落地签证或电子签证入境52个国家和地区，位居世界第90，与埃及、不丹护照并列。

## 护照类型
利比里亚共和国主要向其公民颁发三种护照：
- 普通护照：普通护照可签发给所有公民。封面颜色为深绿色，印有西非经共体的标志，最后一页印有利比里亚国徽。普通护照有效期为5年。
- 外交护照：外交护照主要签发给受认可的海外利比里亚外交官及其符合条件的家属。封面为红色的，有效期5年。
- 公务护照：公务护照签发给因公务原因必须出国旅行的利比里亚政府机构公务员。封面为深红色，有效期5年[3]。